# Hieracium zetlandicum
Hieracium zetlandicum là một loài thực vật có hoa trong họ Cúc. Loài này được Beeby mô tả khoa học đầu tiên năm 1891.